# 1979년 투마코 지진
1979년 투마코 지진은 12월 12일 현지시각 02:59(UTC 07:59)에 모멘트 규모 M8.2, 최대 메르칼리 진도 IX이 관측된 지진이다. 진앙은 에콰도르와 콜롬비아 국경에서 약간 떨어진 해역, 항구 도시 투마코 인근이다. 이 지진으로 거대한 지진해일이 발생하여 추정 사망자 300~600명 중 대부분이 사망했다. 가장 큰 피해를 입은 지역은 콜롬비아의 나리뇨주이다.

## 지질학적 환경
에콰도르 해안 지역과 콜롬비아 남부는 말펠로판이 콜롬비아-에콰도르 해구를 따라 남아메리카판 아래로 섭입하는 수렴 경계 위에 있다. 이 지역에서 나스카판 북동쪽의 미판인 말펠로판은 남아메리카에 대해 연간 58mm의 속도로 동쪽으로 이동하고 있다. 카네기 해령의 북쪽에서 섭입 경계는 남쪽에서 북쪽으로 에스메랄다스, 망글레스, 투마코, 파티아의 네 가지 구별 가능한 단층 분절로 나뉜다. 이 판 경계는 여러 차례의 대지진이 발생한 곳이며, 대부분 파괴적인 지진해일과 관련이 있다. 1906년에는 판 경계의 500~600 km 길이의 단층 분절이 파열되어 규모 8.8 지진 (네 개의 단층 분절 모두 파열)과 태평양을 횡단하는 지진해일이 발생했다.

## 지진
이 지진은 판 경계의 인접한 부분을 파열시켜 북동쪽으로 이동하는 연쇄 지진을 형성한 세 차례의 지진 중 마지막 지진이다. 1942년 지진은 에스메랄다스 단층 분절을 파열시켰고, 1958년 지진은 망글레스 단층 분절을 파열시켰으며, 1979년 지진은 투마코와 파티아 단층 분절을 파열시켰다. 이들은 모두 1906년 지진과 동일한 해구형 단층 부분을 파열시켰다. 1979년 지진의 단층 파열 영역은 길이 280 km, 폭 130 km이다.
지진은 에콰도르(과야킬, 에스메랄다스, 키토 포함)와 콜롬비아(보고타, 칼리, 포파얀, 부에나벤투라 포함) 전역에서 광범위하게 감지되었다. 진앙 지역의 해안은 지진 동안 최대 1.6 m 침강했으며, 지역적으로 육지 이동으로 인해 강 배수가 방해받았다.

## 지진해일
진앙에서 가장 가까운 해안은 지진 발생 약 3분 후 첫 지진해일 파도에 휩쓸렸다. 3~4개의 파도가 관측되었으며, 세 번째 파도가 가장 높았다. 세 번째 파도는 썰물과 겹쳐 침수 범위와 예상 사망자 수를 크게 줄였다. 투마코 북동쪽 산후안데라코스타에서 관측된 최대 수위는 6.0 m였다. 이 지진해일은 일본 동해안, 하와이, 타히티, 멕시코에서도 관측되었다.

## 피해
지진은 광범위한 피해를 입혔으며, 특히 투마코에서는 전체 건물의 약 10분의 1이 파괴되었고, 1,280채의 주택이 파괴되었으며, 25명이 사망하거나 실종된 것으로 보고되었다. 어촌 마을인 차르코는 지진해일에 거의 완전히 파괴되었고, 파도가 주택을 내륙으로 쓸어내어 인근 호수로 밀어 넣었다. 원래 인구 4,000명 중 93명이 사망하거나 실종된 것으로 보고되었다. 지진해일은 또한 산후안데라코스타의 모든 주택을 파괴했으며, 199명이 사망하거나 실종된 것으로 보고되었다. 총 사망자 수는 500~600명으로 추정되며, 4,000명이 부상당했다.

## 여파
이 지진과 콜롬비아 중부의 1983년 포파얀 지진으로 인한 피해는 콜롬비아의 내진 구조물에 대한 국가적인 건축법 개정으로 이어졌으며, 이 법은 1984년에 발효되었다.

## 같이 보기
- 1979년 지진
- 콜롬비아의 지진 목록
- 에콰도르의 지진 목록